# Restless and Wild
Restless and Wild es el cuarto álbum de estudio de la banda alemana de heavy metal Accept, publicado en 1982 en el mercado europeo por Brain Records y al año siguiente en los Estados Unidos por el sello Portrait. Es el primer disco en ser grabado en los Dierks Studios de propiedad del productor Dieter Dierks, conocido por su trabajo con Scorpions, y a su vez el primero donde Udo Dirkschneider canta todas las canciones del álbum. Por su parte, es la primera producción donde su mánager Gaby Hauke colabora en la composición de canciones bajo el seudónimo de Deaffy.
Tras su lanzamiento logró muy buenas críticas de la prensa y además se convirtió en su primera producción en ingresar en algunas listas musicales europeas.

## Antecedentes
Tras el término de la gira promocional de Breaker, el guitarrista Jörg Fischer anunció su salida de la banda. Para reemplazarlo fue contratado Jan Koemmet, sin embargo, su paso por la banda solo fue de un par de meses ya que antes de iniciar las grabaciones del disco fue despedido y por dicha razón, todas las guitarras fueron grabadas por Wolf Hoffmann. No obstante, antes de publicarlo se contrató a Herman Frank, que a pesar de no haber sido parte de las grabaciones fue acreditado en el álbum como segundo guitarrista.
Luego de ser publicado recibió reseñas positivas de la crítica, a tal punto que sitios como Allmusic lo nombraron como el primer avance creativo de Accept. De igual manera sus canciones lograron un reconocimiento con los años, algunas de ellas como «Ahead of the Pack» y «Fast as a Shark» se convirtieron en verdaderos clásicos. Otra de sus canciones conocidas es «Princess of the Dawn», que según Udo Dirkschneider: «Es una historia de Cenicienta. No tiene un significado profundo, es como una fantasía de El Señor de los Anillos. Pero no está relacionada con ninguna leyenda y no se inspiró en un libro o en una historia en particular».
Por otro lado, la portada original incluyó una imagen de unas guitarras incendiándose, pero cuando se lanzó en otros mercados como el estadounidense y el británico la portada se cambió por una fotografía de la banda tocando en vivo.

## Lista de canciones
Todas las canciones escritas por Dirkschneider, Hoffmann, Baltes y Kaufmann, a menos que se indique lo contrario.

| N.º | Título                           | Escritor(es)                           | Duración |  |
| 1.  | «Fast as a Shark»                |                                        | 3:48     |  |
| 2.  | «Restless and Wild»              | Robert A. Smith-Diesel, Accept         | 4:10     |  |
| 3.  | «Ahead of the Pack»              |                                        | 3:22     |  |
| 4.  | «Shake Your Heads»               |                                        | 4:00     |  |
| 5.  | «Neon Nights»                    | Robert A. Smith-Diesel, Accept, Deaffy | 6:00     |  |
| 6.  | «Get Ready»                      | Robert A. Smith-Diesel, Accept         | 3:49     |  |
| 7.  | «Demon's Night»                  |                                        | 4:34     |  |
| 8.  | «Flash Rockin' Man»              |                                        | 4:24     |  |
| 9.  | «Don't Go Stealing My Soul Away» | Robert A. Smith-Diesel, Accept         | 3:15     |  |
| 10. | «Princess of the Dawn»           | Robert A. Smith-Diesel, Accept, Deaffy | 6:15     |  |

## Músicos
- Udo Dirkschneider: voz
- Wolf Hoffmann: guitarra eléctrica
- Herman Frank: guitarra eléctrica
- Peter Baltes: bajo
- Stefan Kaufmann: batería